# Rosario Bofill Portabella
Rosario Bofill Portabella (Barcelona, 1931- Barcelona, 19 de octubre de 2011) fue una periodista española pionera en el periodismo religioso. 

## Biografía
En 1956, fundó y fue directora junto al que fue su marido, Lorenzo Gomis, de la revista El Ciervo. También fue directora, desde su fundación el 1974, de la revista Foc nou. Ambas publicaciones hicieron una aportación regular al periodismo de inspiración cristiana y progresista. Había colaborado también en la revista valenciana Saó. Presidió la Asociación de Publicaciones Periódicas en Catalán y la Asociación de Amigos del Montseny. También fue profesora de la Facultad de Comunicación de Blanquerna. En el año 2006, recibió la Cruz de Sant Jordi.

## Obras
- Creo, ayuda mi poca fe (Desclée de Brower, Bilbao, 1976)
- El dia d'avui
- Boira baixa
- Quédate con nosotros (Desclée de Brower, Bilbao, 2001)